# Kotasaari (ö i Norra Savolax, Norra Savolax, lat 63,41, long 26,95)
Kotasaari är en halvö i Finland. Den ligger i sjön Lampaanjärvi och i kommunen Idensalmi i den ekonomiska regionen  Övre Savolax ekonomiska region  och landskapet Norra Savolax, i den centrala delen av landet, 400 km norr om huvudstaden Helsingfors.